# Неуротома фауста
Неурото́ма фа́уста (Neurotoma fausta) — південно-європейський вид комах; один з 12 видів голарктичного роду Neurotoma; один з 4 видів роду у фауні України.

## Поширення
Локально зустрічається в Черкаській, Закарпатській, Одеській та Луганській областях. Ареал охоплює також Південну Європу, південні райони Центральної Європи, Малу Азію.
Місця перебування — узлісся широколистяних рівнинних лісів і штучні насадження кісточкових (абрикос, слива та інші).

## Особливості біології
Літ імаго триває з травня по червень. Личинки живуть невеликими групами у нещільних павутинних кублах на гілках дерев. Розмноження у неволі не досліджувалось.

## Охорона
У 2-му виданні Червоної книги України (1994) вид мав природоохоронний статус — 3 категорія. Зрідка трапляються поодинокі особини. Причини зміни чисельності — застосування пестицидів. Заходи охорони не здійснювалися. Треба вивчити особливості біології виду; обмежити використання пестицидів для обробки дерев.
Вид виключений з Червоної книги України у 2009 році через відновлення його чисельності до безпечного рівня.